# د. إم. سميث
د. إم. سميث (بالإنجليزية: D. M. Smith)‏ هو رياضياتي أمريكي، ولد في 27 يوليو 1884 في ناشفيل في الولايات المتحدة، وتوفي في 26 نوفمبر 1962.